# محيفيرة
محيفيرة منطقة عراقية في شرق ناحية بصية، في قضاء السلمان بجنوب شرق محافظة المثنى، بصحراء الدبدبة بالبادية العراقية جنوب العراق.